# Zla Kolata
Zla Kolata (serbiska kyrilliska: Зла Колата; albanska: Kollata e Keqe) är ett berg i Albanska alperna vid gränsen till Montenegro och Albanien.

## Beskrivning
Zla Kolata har en höjd av 2 534 meter, vilket gör det till det högsta berget i Montenegro och det 16:e högsta i Albanien. Berget ligger vid gränsen till Gusinje kommun i Montenegro och Tropojë-distriktet i Kukës County, Albanien. Zla Kolata har en imponerande topp och är ett populärt turistmål i båda länderna. Kolata e Mirë eller Dobre Kolata, som också ligger vid gränsen, finns en halv kilometer nordost och dess höjd är 2 528 m ö.h. Den högsta toppen på hela bergsmassivet är en kilometer ost-sydost om Zla Kolata. Det ligger helt på albansk mark och heter Rodi e Kollatës eller Maja e Kollatës. Den stiger till 2552 m ö.h., men trots den dramatiska utsikten över floden Lumi i Valbonës dalgång besöks den inte så ofta.